# Ramphotyphlops exocoeti
Ramphotyphlops exocoeti is een wormslangensoort uit het geslacht Ramphotyphlops.

## Naam en indeling
De wetenschappelijke naam van de soort werd voor het eerst voorgesteld door George Albert Boulenger in 1887. Boulenger deelde de soort in het geslacht Typhlops in en gaf er de naam Typhlops exocoeti aan.
De soortaanduiding exocoeti is afgeleid van de wetenschappelijke naam van de familie vliegende vissen (Exocoetidae). Deze naam is niet gebaseerd op de uiterlijke kenmerken van de slang, zoals gebruikelijk is bij de wetenschappelijke naamgeving, maar van het feit dat het eerst gevonden exemplaar werd gevangen door personeel afkomstig van het schip HMS “Flying Fish”.

## Uiterlijke kenmerken
De specimens die Boulenger beschreef hadden een lichaamslengte van 23 en 35 centimeter. De slang heeft een lichtbruine lichaamskleur, en elke schub heeft een bruine stip. De stippen zijn het donkerst op de rug, waar ze in rijen gerangschikt zijn.

## Verspreiding en habitat
De soort komt voor in delen van Azië en leeft endemisch op Christmaseiland, dat gelegen is ten zuiden van Java maar staatskundig tot Australië behoort. De habitat bestaat uit droge tropische en subtropische bossen. De soort is aangetroffen van zeeniveau tot op een hoogte van ongeveer 300 meter boven zeeniveau.

## Beschermingsstatus
Door de internationale natuurbeschermingsorganisatie IUCN is de beschermingsstatus 'bedreigd' toegewezen (Endangered of EN). Het is niet precies bekend of er nog wel vitale populaties bestaan, de slang is mogelijk uitgestorven.